# Michael Weathers
Michael Weathers (Roeland Park, 5 agosto 1997) è un cestista statunitense.

## Statistiche

### NCAA
| Anno      | Squadra             | PG  | PT | MP   | TC%  | 3P%  | TL%  | RP  | AP  | PRP | SP  | PP   |
| --------- | ------------------- | --- | -- | ---- | ---- | ---- | ---- | --- | --- | --- | --- | ---- |
| 2016-2017 | Miami RedHawks      | 32  | 28 | 28,3 | 43,1 | 22,1 | 77,7 | 4,2 | 4,8 | 1,9 | 1,4 | 16,7 |
| 2018-2019 | OSU Cowboys         | 16  | 0  | 20,5 | 44,2 | 22,2 | 62,7 | 2,8 | 2,1 | 1,1 | 0,4 | 9,2  |
| 2020-2021 | Texas South. Tigers | 24  | 24 | 31,2 | 47,8 | 30,6 | 79,5 | 5,2 | 3,5 | 2,1 | 1,0 | 16,5 |
| 2021-2022 | SMU Mustangs        | 31  | 19 | 26,8 | 47,0 | 40,0 | 79,8 | 5,9 | 2,2 | 1,6 | 1,5 | 11,0 |
| Carriera  | Carriera            | 103 | 71 | 27,3 | 45,4 | 28,4 | 76,9 | 4,7 | 3,3 | 1,7 | 1,2 | 13,8 |